# Tinco Martinus Lycklama à Nijeholt
Tinco Martinus Lycklama à Nijeholt (né le 9 juillet 1837 à Beetsterzwaag  et décédé le 7 décembre 1900 à Cannes) est un aristocrate originaire de la Frise (Pays-Bas). Riche aventurier et mondain, il est l'un des premiers orientalistes néerlandais. Résidant à Paris, il quitte la capitale à l'âge de 28 ans pour un voyage solitaire de plus de trois ans à travers la Russie, le Caucase et le Moyen-Orient. Peu après son retour aux Pays-Bas, il repart aussitôt et s'établit à Cannes. Le récit de ses voyages est publié en quatre tomes totalisant plus de 2 200 pages. Il avait amassé une collection exceptionnelle de peintures et d'objets orientaux, dont il fait don à la ville de Cannes en 1877. Sa collection est à l'origine de l'actuel Musée de la Castre à Cannes. Tinco Lycklama fut citoyen de Cannes jusqu'à sa mort et demeura un personnage clé de la haute société internationale sur la Côte d'Azur.

## Le contexte familial

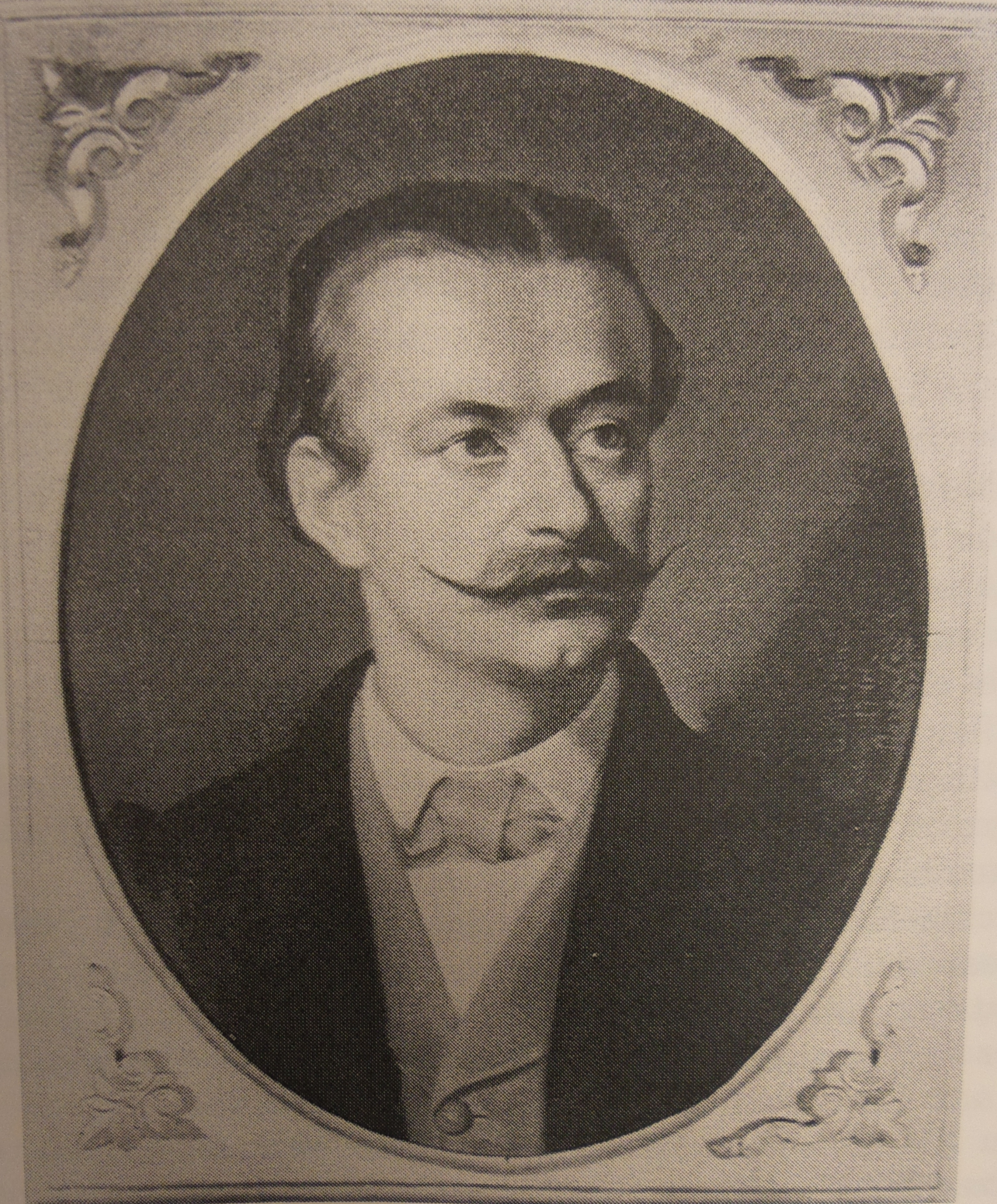
Tinco Lycklama, dessin non-daté (source: Annales de la Société scientifique et Littéraire de Cannes).

Tinco Lycklama est l’aîné des sept enfants de Jan Anne Lycklama à Nijeholt (nl) (1809-1891), écuyer, maire d'Opsterland et membre des États Provinciaux de la Frise, et de son épouse Ypkjen Hillegonda van Eysinga (1815-1854). Il doit ses prénoms à son grand-père, qui fut "grietman" (maire-juge) d'Ooststellingwerf (1788-1790) et d'Utingeradeel (1790-1795). La mère de Tinco décède lorsqu'il à 16 ans. Il confiera plus tard que sa mère lui donna le goût pour les langues et cultures étrangères. De la fratrie, deux frères et deux sœurs meurent en bas âge. Sa sœur Eritia Ena Romelia Lycklama à Nijeholt (1845-1902) et son frère Augustinus Lycklama à Nijeholt (1842-1906) lui survivront. Bien qu'il ait baigné dans la religion réformée dès sa naissance, il se convertit au catholicisme à la suite des influences rencontrées lors de son séjour en Palestine. Le 21 juillet 1875, à Oosterhout, il épouse la catholique baronne Juliana Agatha Jacoba thoe Schwartzenberg en Hohenlansberg (Oosterhout, 11 juin 1845 - Leeuwarden, 11 juin 1914), fille de Gemme Onuphrius Tjalling Burmania, baron thoe Schwartzenberg en Hohenlansberg (1806-1862) et de Hendrika de Hoogh (1803-1880). À Cannes, l'écuyer Tinco sera surtout connu sous le sobriquet de "Baron Lycklama" (et parfois, "chevalier"). Les époux Lycklama n'auront pas d'enfants.

## Sa jeunesse à Beetsterzwaag
Tinco grandit dans un environnement aristocratique très aisé qui doit sa fortune à ses grandes propriétés terriennes, à l'industrie de la tourbe, aux bons mariages et à sa place dans l'élite politique de la Frise. Il passe sa jeunesse dans sa maison natale à Beetsterzwaag (la Lycklamahuis à l'adresse Hoofdstraat 80 actuelle). Sa sœur Eritia héritera de cette maison en 1891, à la suite du décès de leur père Jan Anne. Lors du décès de leur mère, en 1854, la maison Eysingahuis (à l'adresse Hoofdstraat 46) – sera tenue en copropriété entre le père et ses enfants. Plus tard, en 1868, Tinco en devient le seul propriétaire. Depuis septembre 1856, Tinco poursuit des études de droit à l'université de Groningen. Après 1861, il étudie à Paris (à l'École des Langues Orientales), où il passera la plupart de son temps.

## A la découverte du Moyen-Orient

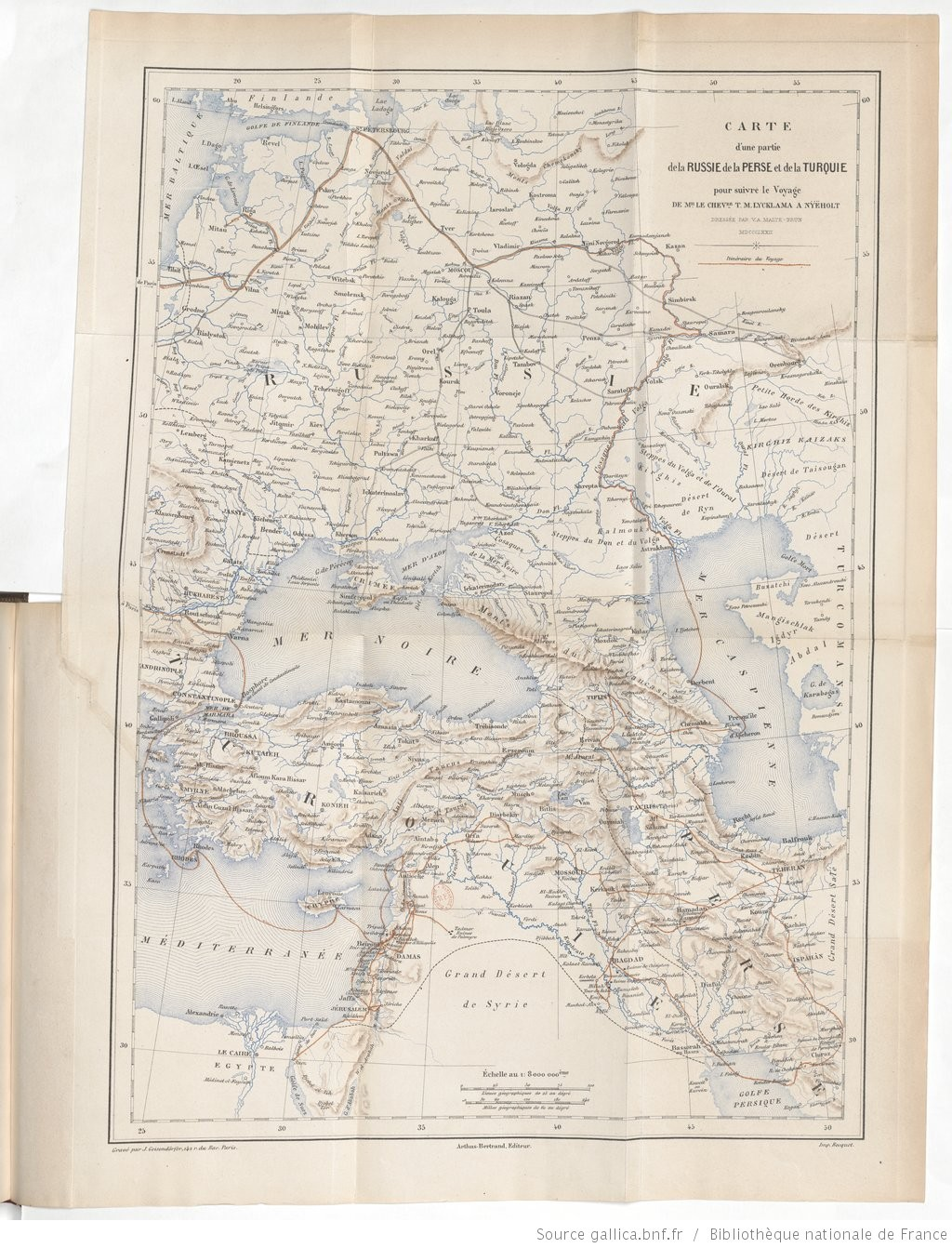
Itinéraire de Tinco Lycklama en 1865-1868 (source: "Voyage...", collection BNF/Gallica

C'est à Paris que Tinco Lycklama conçoit l'idée d'un voyage d'exploration à travers le Moyen-Orient. Il veut surtout découvrir la Perse et la Syrie. Contrairement (selon lui) aux ambitions de la plupart de ses contemporains qui s'intéressent davantage à l'Amérique et à l'Asie, il se prend de passion pour les cultures du Levant et de la Mésopotamie. Il ne cherche pas à réécrire l'histoire de la région. Son ambition, c'est d'observer des régions peu connues (voire, méconnues), de les décrire sous plusieurs angles (y compris les aspects touristiques), et de partager ses découvertes par l'écrit. Or, ses passions le mènent beaucoup plus loin encore. Grâce à ses achats d'objets et à ses propres fouilles archéologiques, il ramène une riche collection d'artéfacts qui établira sa renommée en tant que l'un des tout premiers orientalistes des Pays-Bas. Ce seront notamment les trouvailles et les connaissances sur l'Iran qui associeront Tinco Lycklama avec notre savoir contemporain de la dynastie kadjar qui règne sur la Perse de 1789 à 1925.
Tinco quitte donc Paris en avril 1865. Il passe par Berlin et la Russie pour atteindre Téhéran via le Caucase. C'est un itinéraire peu conventionnel à une époque ou les voyageurs préconisent un trajet plus direct, par la mer ou par la Turquie. Le choix de Tinco fut influencé par la lecture des récits du marchand-voyageur français Jean-Baptiste Tavernier (1605-1689). Tinco arrive à Téhéran en avril 1866 et il y reste pendant six mois. Ensuite il parcourt le pays et passe même par Bagdad et d'autres villes dans l'Iraq actuel. En septembre 1867, il part pour la Syrie - pays qu'il explore de fond en comble pendant huit mois. Ensuite, il passe deux mois en Palestine et à Jérusalem, pour revenir quelque temps en Syrie. En septembre 1868 il quitte le Moyen-Orient et retourne aux Pays-Bas en passant par Constantinople, Varna, Pest et Vienne. Il arrive à Beetsterzwaag le 5 octobre 1868.

## Une collection remarquable, un récit captivant

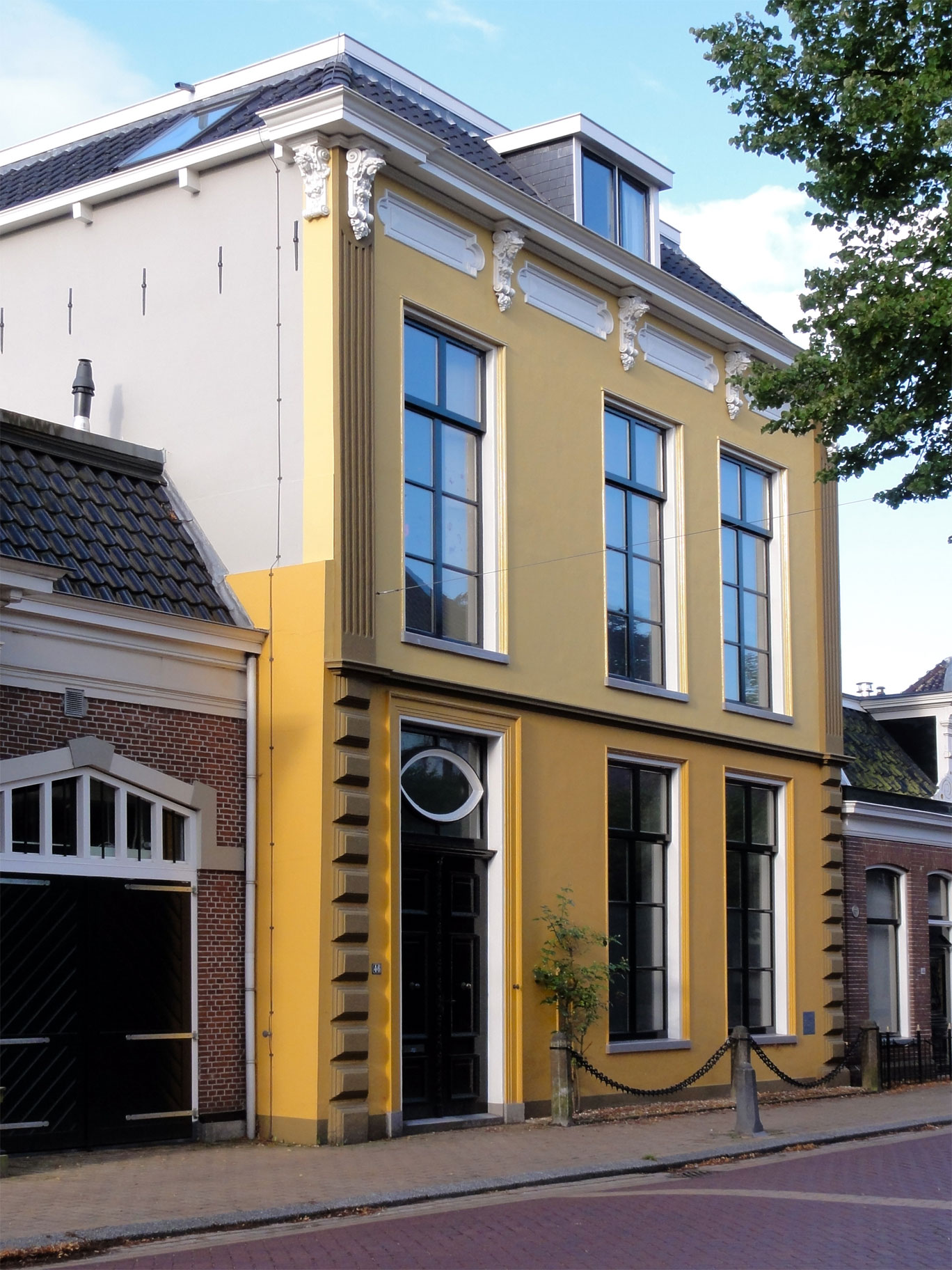
Eysingahuis, Hoofdstraat 46 à Beetsterzwaag (Pays-Bas). La demeure de Tinco entre 1868-1872 abrita le premier 'musée Lycklama'.

Tinco Lycklama s'installe à la Eysingahuis qui était devenue sa propriété en 1868. Il entame immédiatement la transformation de l'immeuble, non seulement pour s'y installer avec son personnel mais aussi pour pouvoir y abriter sa vaste collection ramenée du Moyen-Orient. En fait, la maison se transforme en véritable musée. D'ailleurs, une grande partie des objets acquis ou trouvés arrivèrent ultérieurement, et le musée ne cessa de s'agrandir de semaine en semaine. En 1870 il s'adjoint les services d'un secrétaire privé français, Ernest Massenot, dont la mission consiste à cataloguer et décrire tous les objets. Il en résulte, dès la fin de 1871, un premier inventaire (incomplet)de la collection de Lycklama. Cette collection éclectique comprend aussi bien des bijoux et des peintures que des vêtements et des trouvailles archéologiques. Ces objets ne sont pas immédiatement estimés à leur juste valeur, mais cela changera avec l'intérêt international grandissant pour cette collection si particulière. L'un des facteurs majeurs qui établiront la réputation de Tinco Lycklama sera la publication de ses récits de voyage. Il entame l'écriture lors de son premier séjour à Cannes. Les voyages l'ayant épuisé, il descend sur la Côte d'Azur pour s'y refaire une santé. La ville de Cannes - à peine un grand village de 4 000 habitants en 1840 - était devenu un lieu de villégiature hivernale pour les élites du nord de l'Europe, à l'instar de l'aristocrate anglais Lord Brougham. Non seulement le climat lui plaît, mais Tinco y trouve aussi un public très réceptif à ses histoires riches en couleurs. Ensuite, Tinco ne cesse de voyager entre Beetsterzwaag et Cannes, et débute la rédaction et la publication de son récit. Il publiera son livre en quatre tomes, totalisant plus de 2200 pages bondées d'observations culturelles, politiques, artistiques, environnementales, biographiques ... Entre 1872 et 1875 paraît chaque année un nouveau volume chez ses éditeurs à Paris et à Amsterdam. Entre-temps, Tinco décide de quitter Beetsterzwaag pour de bon. Il n'a pas besoin de travailler pour subsister : grâce à ses héritages et ses investissements il peut vivre une vie de luxe. Il s'installe alors définitivement à Cannes.

## Le “Baron Lycklama”
Le déménagement à Cannes a lieu avant la publication du premier tome de son livre, fin 1872. Cela signifie la fin du 'Musée Lycklama' à Beetsterzwaag. En effet, toute la collection sera du voyage. Tinco Lycklama s'installe dans la somptueuse Villa Escarras, située sur l'actuel boulevard Carnot (à hauteur de la rue Lord Byron). À cette époque, Cannes est une charmante petite ville pittoresque où s'érigent davantage de belles villas - plutôt à l'ouest du Mont-Chevalier. La fameuse Croisette d’aujourd’hui n'en est qu'à ses débuts. La construction du premier chemin de fer qui relie la Côte à Paris, ainsi que l'ouverture d'une gare à Cannes en 1863, changent tout. La villa de Lycklama se situe dans un parc arboré, entouré de terrains vagues et de quelques villas (certes luxueuses) aux alentours. Rapidement, la villa est rebaptisée "Villa Lycklama". En 1875, à Oosterhout (Pays-Bas), Tinco épouse Juliana Agatha Jacoba thoe Schwartzenberg en Hohenlansberg, qui s'installe aussitôt avec lui à Cannes. Ils deviennent rapidement des hôtes bienvenus dans la classe aisée qui comprend aussi bien des aristocrates que des riches bourgeois parisiens, anglais, russes, prussiens ... Les bals costumés chez "le Baron et la Baronne Lycklama" sont courus et ont été immortalisés sur toile. Tinco, d'ailleurs, aimait se faire peindre en tenues orientales. Le développement autour du nouvel axe central du futur boulevard Carnot encourage les Lycklama à céder la villa et ils emménagent dans une nouvelle Villa Lycklama (située, d'ailleurs, dans l'actuelle rue Lycklama). Ils possèdent d'autres villas dans le quartier, notamment près du Chemin du Cannet, portant des noms tels que Burmania et Eritia - des prénoms courants dans la famille Lycklama.

## La collection Lycklama devient musée municipal de Cannes

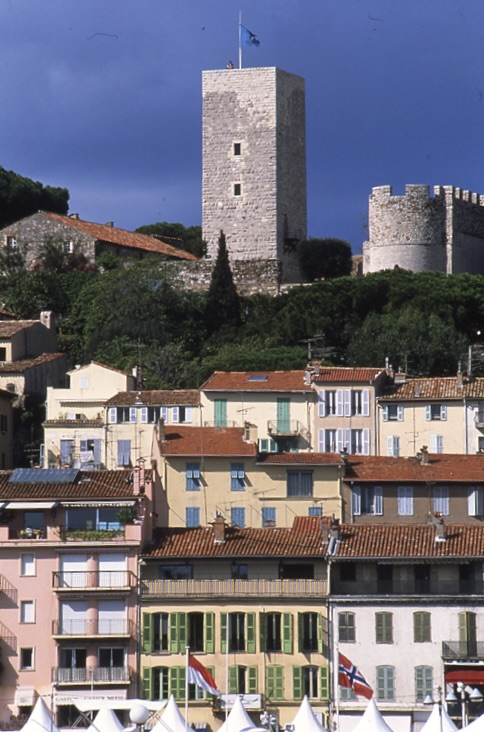
Musée de la Castre, Cannes

En 1872, Tinco Lycklama rejoint la "Société des Sciences naturelles, des Lettres et Beaux-Arts" (créée en 1868, elle continue aujourd'hui sous le nom de "Société Scientifique et Littéraire de Cannes"). Cette association érudite réunit maintes personnalités telles que l'écrivain Guy de Maupassant, le prix Nobel Frédéric Mistral, ou encore, l'empereur du Brésil Pedro II. Pour ses connaissances, son expérience, ainsi que sa belle collection, Tinco Lycklama en devient un membre-bienfaiteur très apprécié.
Vers la fin de l'année 1877, Tinco fait don de sa collection à la ville de Cannes. Quelques mois plus tard, la Société des Sciences naturelles offre, à son tour, sa bibliothèque à la municipalité. L'ensemble est hébergé à l'hôtel de ville, où il existe encore de nos jours une salle Lycklama. Cette collection constitue la base de ce qui deviendra, plus tard, le musée de la Castre - le musée municipal de Cannes, situé aujourd'hui dans le château du Mont-Chevalier (mieux connu sous le nom du Suquet avec ses petites ruelles parsemées de restaurants et de bars). La collection Lycklama demeure le point d'orgue de toute visite au musée et représente l'un des plus importants centres de connaissances sur la dynastie Kadjar. Lors des conférences qui s'y tiennent, Tinco Lycklama est honoré pour son rôle de pionnier. Une partie de la collection est placée sous forme de prêt permanent au Rijksmuseum van Oudheden à Leiden (Pays-Bas).

## Décès de Tinco
Le chevalier Tinco Martinus Lycklama à Nijeholt et la baronne thoe Schwartzenberg font partie des gens qui dessinent l'histoire de Cannes à la fin du XIXe siècle. Ils maintiennent néanmoins des liens forts avec les Pays-Bas, où ils détiennent la plupart de leurs possessions. Ils sont connus pour leur mécénat et les multiples dons de bienfaisance - notamment en faveur des œuvres catholiques, aussi bien en France qu'aux Pays-Bas. Tinco Lycklama entretient, en particulier, des relations personnelles avec la paroisse de Saint François à Wolvega (en Frise). C'est là qu'il décide de construire une chapelle familiale qui abritera, plus tard, sa sépulture ainsi que celle de son épouse.

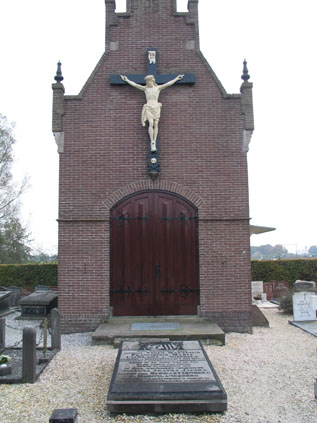
La chapelle Lycklama à Wolvega (Frise)

Tinco Lycklama s'éteint chez lui à Cannes le 7 décembre 1900. La municipalité convie toutes les hautes personnalités et le corps consulaire à une cérémonie officielle le 11 décembre. Une procession accompagne le cercueil depuis la Villa Lycklama jusqu'à l'église "Notre-Dame-de-Bon-Voyage", où le maire Jean Hibert prononce le discours funèbre pour son ami proche. Ensuite, le cercueil est transporté à la gare de Cannes, d'où il part dans la soirée pour sa dernière destination, Wolvega. Cannes perd un citoyen remarquable qui laisse une empreinte indélébile sur la ville. Sa veuve continue d'habiter Cannes jusqu'en 1911. Elle décède à Leeuwarden (Pays-Bas) en 1914, et sera inhumée à son tour dans la chapelle de Wolvega.